# بريغانو
بريغانو هي كومونا (بلدية) في مقاطعة فاريزي في المنطقة الإيطالية لومبادري ,وتقع على بعد حوالي 60 كيلومتراً (37 ميلاً) شمال غرب ميلانو وحوالي 12 كيلومتراً (7ميلاً) غرب فايرزي. اعتبارا من 31 ديسمبر 2004 , كان عدد سكانها 750 نسمة ومساحتها 2.3 كيلومتر مربع (0.89 ميل مربع). تقع بريغانو على حدود البلديات التالية: بارديللو , بيادرونو, مالغيسو , ترافيدونا -مونيت.